# Distrito de Firozabad
Firozabad (en hindi; फ़िरोज़ाबाद ज़िला, urdu; فیروزآباد ضلع) es un distrito de India en el estado de Uttar Pradesh. Código ISO: IN.UP.FI.
Comprende una superficie de 2 362 km².
El centro administrativo es la ciudad de Firozabad.

## Demografía
Según censo 2011 contaba con una población total de 2 496 761 habitantes.